# UFRaw
UFRaw (qui signifie en Unidentified Flying Raw) est un logiciel libre qui permet de lire et manipuler des images RAW. UFRaw est disponible sous forme de programme indépendant ou bien comme un plugin de GIMP.
UFRaw lit les images raw grâce au logiciel dcraw.